# (423) Diotima
(423) Diotima – planetoida z grupy pasa głównego asteroid okrążająca Słońce w ciągu 5 lat i 137 dni w średniej odległości 3,07 j.a. Została odkryta 7 grudnia 1896 roku w Observatoire de Nice w Nicei przez Auguste Charloisa. Nazwa planetoidy pochodzi od Diotimy, kapłanki z Mantinei, nauczycielki Sokratesa metafizycznych poglądów na miłość. Przed jej nadaniem planetoida nosiła oznaczenie tymczasowe (423) 1896 DB.